# Que comam brioche

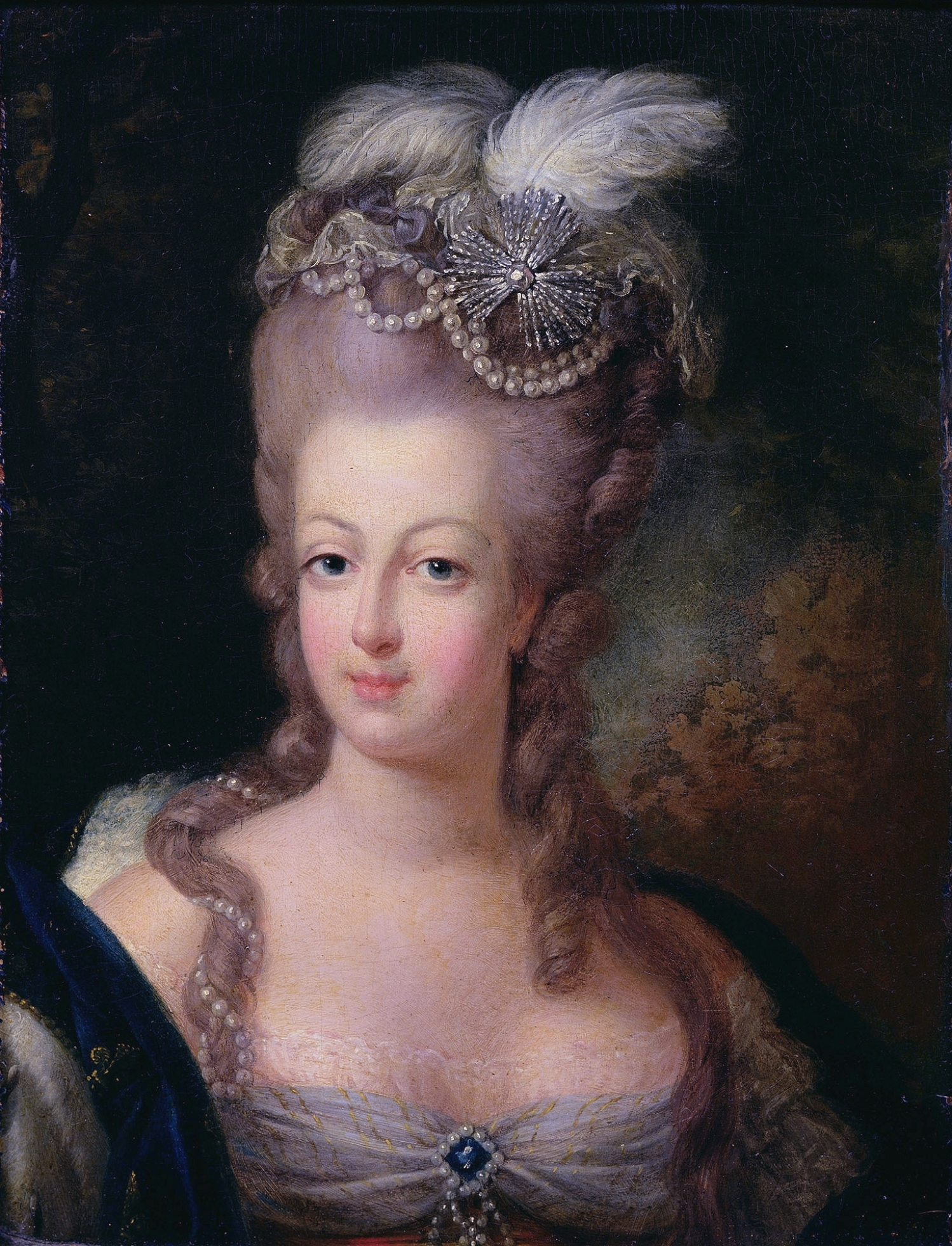
A frase que eles comam brioche é erroneamente atribuída a Maria Antonieta.

"Que comam brioche" (em francês: Qu'ils mangent de la brioche), por vezes traduzida como "Que comam bolo", é uma frase supostamente dita por "uma grande princesa" ao saber que os camponeses não tinham pão. Como o brioche é um pão luxuoso, enriquecido com manteiga e ovos, a citação refletiria o desrespeito da princesa em relação aos camponeses, ou, pelo menos, uma completa falta de entendimento de que a ausência de alimentos básicos, como o pão, era devida à pobreza e não à falta de abastecimento desse item específico.
Embora comumente atribuída à rainha de França, Maria Antonieta, não existem registros confiáveis de que essa frase tenha sido dita por ela. Ela aparece pela primeira vez na obra Confissões, autobiografia de Jean-Jacques Rousseau, cujos seis primeiros livros, embora publicados em 1782, foram escritos em 1765, quando Maria Antonieta tinha nove anos de idade. O uso dessa frase por Rousseau refere-se a um episódio em que ele tinha desejo de ter pão para acompanhar um pouco de vinho; no entanto, tendo a sensação de que estaria vestido de forma demasiadamente elegante para ir a uma padaria ordinária, ele recorda as palavras de uma "grande princesa". Como ele escreveu no Livro 6: 
Finalmente eu me lembrei do expediente de uma grande princesa a quem foi dito que os camponeses não tinham pão, e que respondeu: «Que comam brioche.»Original (em francês): Enfin je me rappelai le pis-aller d'une grande princesse à qui l'on disait que les paysans n'avaient pas de pain, et qui répondit: « Qu'ils mangent de la brioche. »— Jean-Jacques Rousseau, Les Confessions (em francês)
Rousseau não dá nome à "grande princesa" e pode ser que ele tenha inventado esta anedota, pois, em geral, o livro Confissões não é considerado uma autobiografia estritamente factual.

## Atribuição

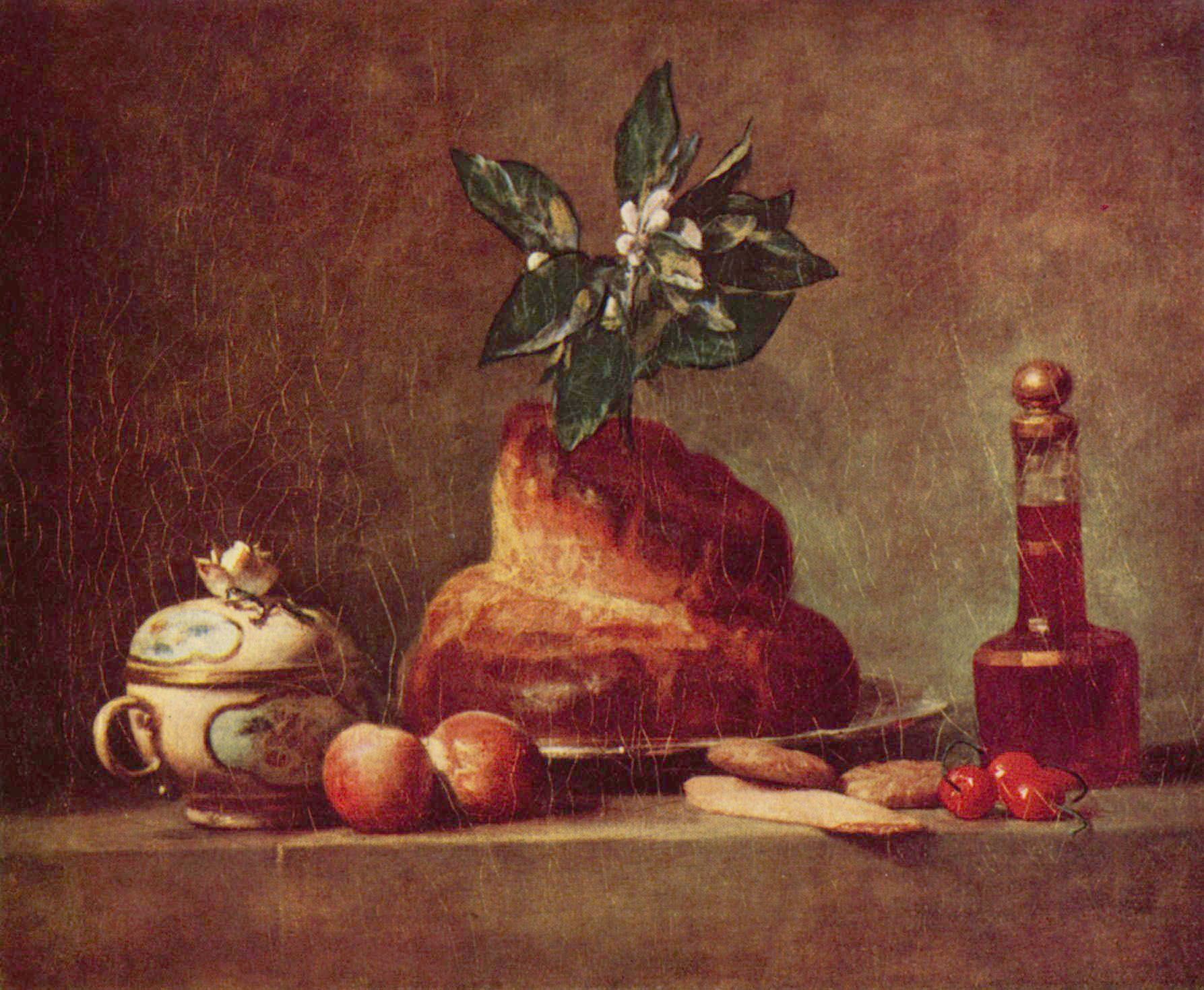
La Brioche, pintado por Jean-Siméon Chardin, contemporâneo de Rousseau.

A citação, na medida em que é atribuída a Maria Antonieta, teria sido proferida durante uma das fomes que ocorreram na França durante o reinado de seu marido, Luis XVI de França. Ao ser alertada de que as pessoas estavam sofrendo devido à escassez generalizada de pão, a rainha teria respondido "então, que comam brioche". Embora esse episódio nunca tenha sido citado pelos adversários da monarquia à época da Revolução Francesa, na sequência ela adquiriu uma grande importância simbólica, quando historiadores pró-revolucionários procuraram demonstrar a obviedade do egoísmo das classes superiores francesas da época. Como um biógrafo da rainha nota, ela transformou-se em uma frase particularmente útil de ser citada porque "o alimento básico do campesinato e das classes trabalhadoras francesas era pão, que absorvia cerca de 50 por cento de sua renda, contra 5% gastos em combustível para aquecimento; o tópico do pão constituía, portanto, foco de obsessivo interesse nacional".
No entanto, não existem evidências de que a rainha Maria Antonieta tenha proferido esta frase, que lhe foi atribuída pela primeira vez em março de 1843, na obra Les Guêpes de Alphonse Karr. Outras objeções à lenda de Maria Antonieta e do comentário sobre o brioche têm como base argumentos sobre a personalidade da rainha, evidências internas de membros da família real francesa e a data do dito. Por exemplo, a biógrafa de Maria Antonieta, Antonia Fraser, escreveu em 2002 que:
"Que comam brioche" foi dita cem anos antes dela, por Maria Teresa, a esposa de Luís XIV. Trata-se de uma frase insensível e ignorante, e Maria Antonieta não era nem uma coisa nem outra.
Fraser cita, como justificativa para a atribuição alternativa dessa frase à esposa de Luís XIV, as memórias de Luís XVIII, que tinha apenas catorze anos quando as Confissões de Rousseau foram escritas, e que foram publicadas bem mais tarde. Ele não menciona Maria Antonieta em sua história, e afirma que a frase constituía uma antiga lenda em sua família, que sempre a acreditou como tendo sido proferida pela princesa espanhola que se casou com Luís XIV na década de 1660.
Fraser aponta em sua biografia que Maria Antonieta era uma generosa padroeira da caridade, que se comovia com a situação dos pobres quando ela era trazida à sua atenção, e assim a declaração seria incompatível com o seu caráter.
Um segundo ponto é que não houve real de fome durante o reinado de Luís XVI, e apenas dois casos de grave escassez de pão, que ocorreram primeiro entre abril e maio de 1775, poucas semanas antes da coroação do rei (11 de junho de 1775), e novamente em 1788, um ano antes da Revolução Francesa. A escassez de 1775 levou a uma série de tumultos conhecidos como la guerre des farines, nome este que lhe foi dado no momento da sua ocorrência, que teve lugar no norte, do leste e do oeste da França. Cartas de Maria Antonieta para sua família, na Áustria, neste momento revelam uma atitude totalmente diferente daquela expressa pela frase "que comam brioche":

É certo que, vendo que o povo nos trata tão bem apesar de seus próprios infortúnios, nós nos sentimos mais do que nunca compelidos a trabalhar fortemente para a sua felicidade. O Rei parece compreender esta verdade.

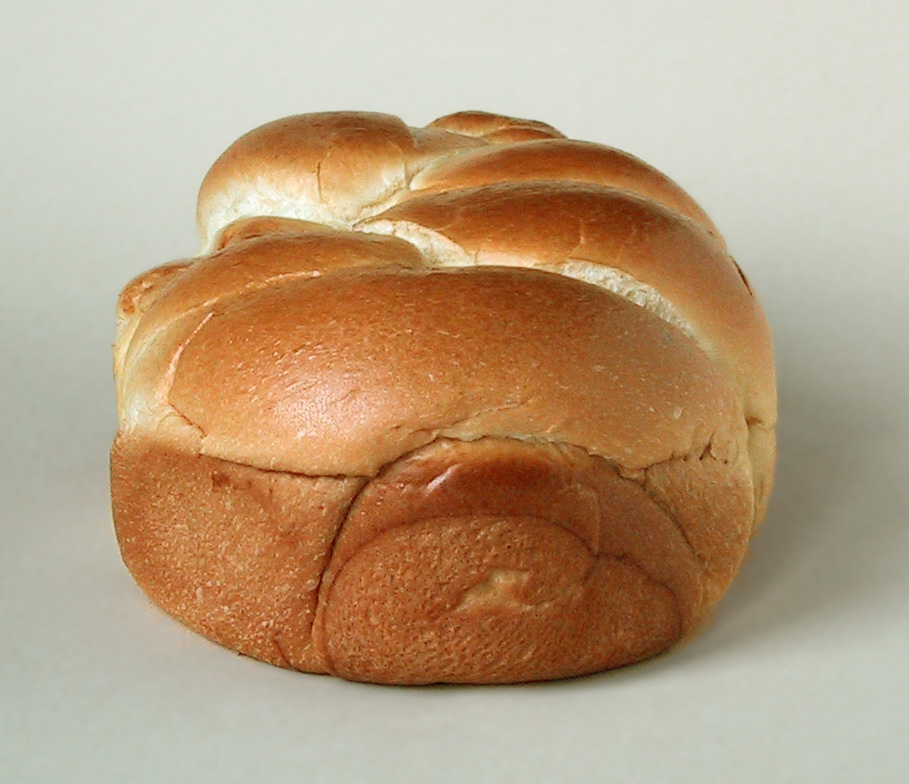
Um brioche contemporâneo.

Quando buscando compreender como essa frase veio a ser atribuída a Maria Antonieta, é importante compreender a crescente impopularidade da rainha nos anos finais antes da eclosão da Revolução Francesa. Durante seu casamento com Luís XVI, a sua percepção como frívola e a sua efetiva extravagância eram frequentemente citados como fatores que só pioraram a calamitosa situação financeira da França. Sua nacionalidade austríaca e seu sexo também foram um fator importante, em um país onde a xenofobia e o machismo começavam a ter preponderância na política nacional. Na verdade, alguns anti-monarquistas estavam tão convencidos (ainda que incorretamente) que Maria Antonieta teria arruinado sozinha as finanças da França, que a apelidaram de sua Madame Déficit. Além disso, na época panfletários anti-monarquistas imprimiam histórias e artigos que atacavam a família real e seus cortesãos com histórias que envolviam exageros, eventos fictícios e mentiras. Portanto, com os fortes sentimentos de insatisfação e de raiva contra o rei e a rainha que estavam presentes nessa época, é bem possível que um descontente individual tenha fabricado o cenário e colocado as palavras na boca de Maria Antonieta.
Uma outra hipótese é de que, após a revolução, a frase tenha sido atribuída a várias princesas da família real francesa, e que a lenda tenha fixado-se em Maria Antonieta, porque ela foi, efetivamente, a última "grande princesa" de Versalhes. O mito tinha, por exemplo, sido anteriormente atribuído a duas das filhas de Luís XV, Sofia Filipina e Vitória.
Em seu romance Ange Pitou (1853), Alexandre Dumas atribui a frase a uma das favoritas de Maria Antonieta, a Duquesa de Polignac.

## Frase semelhante
Zhu Muzhi, o presidente da Sociedade Chinesa para Estudos de Direitos Humanos, afirma que a frase de Rousseau é uma versão de uma anedota chinesa muito mais antiga: "Um antigo imperador Chinês que, sendo informado de que seus súditos não têm arroz suficiente para comer, respondeu: 'Por que não comem carne?'". Essa frase é atribuída ao imperador Hui de Jin na obra Zizhi Tongjian, publicada no ano 1084.